# Alliance allemande pour la réforme agraire
L’Alliance allemande pour la réforme agraire (en allemand, Deutscher Bund für Bodenreform) est une association ayant pour objectif la réforme agraire. Elle est fondée en 1898, est renommée Bund Deutscher Bodenreformer la même année et cesse son activité pendant la Seconde Guerre mondiale (vers 1942-1943). Au début, ses membres se considèrent comme faisant partie du mouvement international de l'impôt unique.

## Histoire
Une organisation précédente était l'Alliance allemande pour la réforme de la propriété foncière en 1888, présidée par Heinrich Wehberg (1888–1890) et le propriétaire industriel Heinrich Freese (1890–1898). La nouvelle association est lancée en 1898 par Adolf Damaschke qui en est le président jusqu'à sa mort en 1935.
L'Alliance s'efforce de réformer juridiquement la propriété foncière et la fiscalité foncière. Le programme de l'association est :
« L'Alliance allemande pour la réforme agraire voit dans la question des terres l'essentiel du problème social. Elle préconise que la terre, base de toute existence nationale, soit placée sous une loi qui favorise son utilisation comme maison et atelier, qui rende impossible tout abus avec elle, et que l'augmentation de la valeur qu'elle a sans travail de l'individu puisse être utilisée autant que possible pour le peuple dans son ensemble. »
Adolf Damaschke dénonce les sociétés spéculatives de terrain, particulièrement actives au moment de l'expansion de Berlin. Comme Adolph Wagner, Damaschke exige une taxe spéciale sur l'augmentation de la valeur des terres. Les bénéfices (pensions) générées par la croissance de la valeur plutôt que par le travail devraient devenir une propriété sociale. Lui et l'Alliance allemande pour la réforme agraire appellent à une taxe sur la pension de base pour réduire les bénéfices des pensions. Une telle redistribution des revenus de pension devrait apaiser les tensions sociales et permettre au socialisme et à l'individualisme de converger.
En 1898, l'association compte 140 membres. Le nombre maximum est estimé entre 60 000 et 65 000 membres en 1920. En 1934, il y a encore 7 600 membres particuliers. Les membres se composent principalement de la classe moyenne éduquée.
Les enseignants, les fonctionnaires, les politiciens locaux, les médecins, les ecclésiastiques, les avocats, les journalistes et les officiers sont fréquemment représentés. Il existe également de nombreuses associations, autorités, municipalités et autres membres collectifs.
L'organisation publie les organes Bodenreform - Deutsche Volksstimme (publiée de 1889 à 1941) et le Jahrbuch der Bodenreform (publié de 1905 à 1942). Damaschke publie la série de brochures sur la réforme agraire Soziale Zeitfragen. Environ 90 numéros paraissent de 1899 à 1933.
Politiquement, l'Alliance est proche de l'Association nationale-sociale, de certaines parties du Zentrum, des libéraux nationaux et du Parti social allemand de la réforme. Les opposants sont le SPD, les radicaux et les conservateurs.
Pendant la République de Weimar, l'Alliance soutient des partis de la coalition de Weimar (SPD, Zentrum, DDP) et du CSVD. Peu de soutien va au KPD, au DNVP et au NSDAP. Le Parti économique est l'adversaire absolu.
L'association n'a que des succès partiels. Elle réussit dans la Constitution de Weimar avec l'article 155 à appliquer un article de réforme agraire. Sur cette base, le Reichsheimstättengesetz est adopté en 1920. Mais il n'y a pas de refonte fondamentale de la loi foncière.
Cependant, pendant la République de Weimar, le mouvement des riverains se développe comme un mouvement d'entraide soutenu par des syndicats et des associations de fonctionnaires qui s'appuient sur l'Alliance allemande pour la réforme agraire. Des coopératives et des caisses d'épargne se créent. Les autres partisans sont les organisations d'intérêt des locataires et des anciens combattants et survivants de la guerre.
Les opposants aux réformateurs agraires sont l'Association centrale des propriétaires allemands de maisons et de terres, la Fédération des agriculteurs et l'Association de protection de l'immobilier et des prêts immobiliers.
L'organisation s'adapte largement au régime nazi. Après 1945, il n'y a pas de rétablissement.